# Beaver Harris
William Godvin „Beaver“ Harris (* 20. April 1936 in Pittsburgh, Pennsylvania; † 22. Dezember 1991 in New York) war ein US-amerikanischer Jazzschlagzeuger.
Harris spielte als Jugendlicher Klarinette und Altsaxophon. Er war als Baseballspieler in den Profi-Ligen aktiv (auf diese Tätigkeit geht auch sein Spitzname zurück). Während seiner Armeezeit verlegte er sich auf das Drum Set. Im Anschluss zog er 1963 nach New York City, wo ihn Max Roach bestärkte, eine Karriere als Musiker zu versuchen und er mit Sonny Rollins, Thelonious Monk, Joe Henderson, Marion Brown (Three for Shepp) und Freddie Hubbard zusammenarbeitete. 1966 spielte er mit Archie Shepp, mit dem er auch eine Europatournee unternahm und 1968 das Impulse Album The Way Ahead aufnahm. Er giggte mit Albert Ayler und arbeitete dann mit Sonny Stitt, Dexter Gordon und Clark Terry. Ende der 1960er gründete er gemeinsam mit Grachan Moncur III das kooperativ arbeitende Free-Jazz-Ensemble 360 Degree Experience. In dieser Zeit nahm er mit Steve Lacy, Larry Coryell und dem Jazz Composers Orchestra auf. Harris führte auch Theatermusik auf: Er war mit Shepp an LeRoi Jones Slave Ship (1970) und an Aishah Rahmans Lady Day: A Musical Tragedy beteiligt. 1973 war er mit Gato Barbieri, Lee Konitz und Shepp auf Japantournee.

## Auswahldiskographie
- Beaver Harris: Negcaumongus – mit Don Pullen, Hamiet Bluiett, Ricky Ford, Francis Haynes, Ken McIntyre, Cameron Brown (1979)
- Beaver Harris: 360° Experience – A Well-Kept Secret – mit Don Pullen, Bill Warnick, Greg Williams, Willie Ruff, Candido Camero, Sharon Freeman, Hamiet Bluiett, Ricky Ford, Buster Williams, Francis Haynes (1980)
- Gijs Hendriks – Beaver Harris Quartet Sound Compound (yvp music, 1986, mit Charles Loos, Bert van Erk)

| Personendaten    | Personendaten                       |
| ---------------- | ----------------------------------- |
| NAME             | Harris, Beaver                      |
| ALTERNATIVNAMEN  | Harris, William Godvin              |
| KURZBESCHREIBUNG | US-amerikanischer Jazz-Schlagzeuger |
| GEBURTSDATUM     | 20. April 1936                      |
| GEBURTSORT       | Pittsburgh, Pennsylvania            |
| STERBEDATUM      | 22. Dezember 1991                   |
| STERBEORT        | New York City                       |